# ベアリングス銀行
ベアリングス銀行（英: Barings Bank）は、1762年にフランシス・ベアリングによって創業されたイギリスの投資銀行。女王陛下の銀行と呼ばれるほどの名門で、財閥ベアリング家によって同族経営された。1995年に経営破綻した。

## 歴史

### ロンドンシティの銀行
1762年に初代準男爵サー・フランシス・ベアリング(1740-1810)によってロンドン・シティにおいて最古のマーチャント・バンクとして創設された。ベアリングス銀行は大英帝国拡張の時流に乗って貿易商人たちの手形の引受で業績を伸ばしていき、1793年までにはロンドン最有力の引受業者に成長した。
19世紀初めのフランシスの引退後、長男第2代準男爵トマス・ベアリング(1772-1848)、次男初代アシュバートン男爵アレクサンダー・ベアリング(1774-1848)、三男ヘンリー・ベアリング(1777-1848)の3人が銀行を受け継いだのに伴い、1807年に「ベアリング・ブラザーズ(Baring Brothers & Co)」と社名を変更している。

### アメリカ独立後
ベアリングス銀行は、早い段階でアメリカの将来性に目をつけてアメリカ進出を行った。とりわけ初代アシュバートン卿がベアリングス銀行の経営を主導するようになるとそれが強力に推し進められるようになった。ベアリングス銀行は建国されたばかりのアメリカ合衆国のロンドンにおける代理人となり、1803年にはアメリカがフランスからルイジアナを買収できるよう取り計らい、その代金であるアメリカ政府債の発行の引受を行っている。
18世紀末から19世紀初頭の戦争（フランス革命戦争・ナポレオン戦争）も大きなビジネスチャンスとなり、この戦争でベアリングス銀行はイギリス戦時公債の最大の引受会社となり、また戦後もフランスの賠償金の公債の引受を行った。フランス復古王政の宰相である第5代リシュリュー公爵アルマン・エマニュエル・ド・ヴィニュロー・デュ・プレシはこの頃のベアリングス銀行の繁栄を指して「ヨーロッパには6つの強国がある。イギリス、フランス、プロイセン、オーストリア、ロシア、そしてベアリング・ブラザーズだ」と評している。
1828年にはアメリカ人銀行家ジョシュア・ベイツ(1788-1866)がベアリング家以外から初めてパートナーに就任し、アメリカでのビジネスの更なる拡大がはかられた。彼の主導のもとベアリングス銀行は1840年代のアメリカのテキサス、ニューメキシコ、アッパー・カルフォルニアのメキシコからの買収に大きく関与した。またベイツはフランス皇帝ナポレオン3世と個人的に関係が深く、ナポレオン3世やベルギー国王レオポルド1世、フランス貴族（ユルトラ・亡命貴族）などから預金口座を預かった。
1830年の初代アシュバートン卿の引退後、その甥トマス・ベアリング(1799-1873)がベアリングス銀行の経営を主導するようになった。貿易で利益を上げ続け、ボストンで広東の茶を手に入れるにはマセソンかベアリングの信用が必要不可欠と言われた。19世紀中期には自社のために投資（後に『自己勘定による取引』と名付けられた取引方法）するほど資産が豊かとなり、イギリス、ロシア、オーストリアの株式やパナマ運河の債権、アメリカ鉄道株への投資も始めた。
ベアリングス銀行が1860年から1890年までにアメリカ・カナダに行った融資額は5億ドルに達した。19世紀中にはベアリングス銀行は英国マーチャントバンク界においてN・M・ロスチャイルド&サンズと双璧する存在となり、世紀の終わりには英国王室御用達となって「女王陛下の銀行」the "Queen's Bank" とまで称された。
1873年のトマスの死後、従兄弟の初代レヴェルストーク男爵エドワード・ベアリング(1828-1897)が経営を主導した。彼はベアリングス銀行の南米進出を押し進めたが、1890年にアルゼンチンで革命と利払い不能があり、それによって800万ポンドの損失を出した。イングランド銀行やライバル銀行から救済を受けて経営破綻を免れたが、この際にイングランド銀行理事の勧告を受け入れる形でベアリングス銀行は株式会社に転換されている。株はベアリング家で持ちあった。
19世紀末から20世紀初頭にかけては業績を回復させ、特にアメリカビジネスで大きな成功を収めた。またロシア、カナダ、ベルギー、トルコ、日本、清などと関係を深めた。日本との関係では1902年の鉄道建設費の調達や1905年の日露戦争の戦費調達にベアリングス銀行が大きく貢献している。

### 第二次大戦後
しかし二度の世界大戦によってイギリスの国際的地位は大幅に低下し、ポンドは下落、ロンドンでの外債発行も激減した。これによってベアリング家のみならずイギリスのマーチャントバンク業界そのものが衰退を余儀なくされた。戦間期のマーチャントバンクは投資信託や投資顧問業を主軸とするには至らなかったので、世界恐慌の直撃を受けないかわりに国際金融市場の主役から降ろされてしまったのである。それでもなおベアリングス銀行は「女王陛下の銀行」であった。1966年イギリス王室がスエズ運河会社の持株比率を下げるまでは、王室財産を大英帝国の威光と共によく保全したのである。
しかしユーロカレンシーがユーロ債市場を興隆させ、ブレトンウッズ協定を粉砕すると、ベアリングス銀行も古いつてを頼って流行に便乗しようとした。ベアリングス銀行は1970年代以降、アメリカでの投資顧問・資産管理・企業の合併及び買収などに活路を見出さんとするようになり、特に1980年代の金融ビッグバン以降にはトレーディングに特化した投資銀行化していく。
民営化熱に浮かれた日本株の高騰では大きな利益をあげたが、後にバブル崩壊で大打撃を被った。

### デリバティブの失敗と破産
1992年にキャドバリー報告書が出ても、ベアリングス銀行の体質は19世紀末のそれと変わらなかった。
1995年、シンガポール支店に勤務していたニック・リーソン(1967-)のデリバティブ取引の失敗で致命的打撃をこうむり、ベアリングス銀行は同年2月26日に破産。233年の歴史に幕を閉じた。
当時リーソンは、シンガポール国際金融取引所 (SIMEX) および大阪証券取引所に上場される日経225先物取引を行っていたが、同年1月17日に阪神・淡路大震災が起きて日経株価指数が急落し、損失が拡大。損失を秘密口座に隠蔽すると同時に、先物オプションを買い支えるための更なる膨大なポジションを取ったため、最終的な損失は、ベアリングス銀行の自己資本（750億円）を遥かに超過する約8.6億ポンド（約1,380億円）に達した。
その後、INGグループに1ポンドで買収されたが、買収元のINGは14億ドル超の残債を保証し、また10億ドルの返済を肩代わりしなければならなかった。
1998年のアジア通貨危機を機に、旧ベアリングス銀行部門はほとんど機能停止した。2000年にベアリング・プライベート・エクイティ・アジアがマネジメント・バイアウト。2001年、INGは旧ベアリングス銀行のアメリカ部門をABNアムロ銀行に売却した。唯一残された投資顧問部門も2004年に二分割されて、翌年マスミューチュアル生命保険とノーザントラスト（Northern Trust）に売却された。